# マルガレータ・エリクスドッテル
マルガレータ・エリクスドッテル（Margareta Eriksdotter, 1516年1月1日 - 1551年8月26日）は、スウェーデン王グスタフ1世の2度目の妃。

## 生涯
スウェーデンの有力貴族の一つレイヨンフーヴッド家（Leijonhufvud）の出身で、グスタフ1世が彼女と結婚したいと思った時、既に婚約者スヴァンテのいる身だった。グスタフ1世は婚約を解消させ、マルガレーテの姉マールタとスヴァンテを結婚させた。
マルガレーテは知的で美しい女性だったと伝えられている。グスタフ1世との結婚生活も幸福であったと考えられ、彼女は宮廷で家族のため家事にいそしんでいたという。彼女は生涯カトリック教徒であったが、自身の信仰を政治に持ち込み影響を与えたことはなかった。グスタフ1世が古いカトリック修道院から没収した織物から、彼女のために服やカーテンを作った行為は、彼女にとって辛いことだった。マルガレーテは周期的に繰り返す妊娠・出産で健康を害し、35歳で死去した。妻の死にグスタフ1世は深い悲嘆に暮れたという。

## 子女
- ヨハン3世（1537年 - 1592年） - フィンランド公。1568年にスウェーデン王となる。
- カタリーナ（1539年 - 1610年） - オストフリースラント伯エッツァルト2世の妻
- セシリア（1540年 - 1627年） - バーデン＝ローデマヒェルン辺境伯クリストフ2世の妻
- マグヌス（1542年 - 1595年） - エステルイェートランド公。精神病を患った。
- カール（1544年、夭折）
- アンナ・マリア（1545年 - 1610年） - プファルツ＝フェルデンツ公ゲオルク・ヨハン1世の妻
- ステン（1546年 - 1547年）
- ソフィア（1547年 - 1611年） - ザクセン＝ラウエンブルク公マグヌス2世の妻
- エリサベト（1549年 - 1597年） - メクレンブルク公子クリストフの妻
- カール9世（1550年 - 1611年） - スウェーデン摂政。1604年に王となる。